# 北卡罗来纳柏油脚跟男子篮球队
北卡罗来纳大学的男子篮球队是美国最富盛名和成功的大学生篮球队之一。柏油脚跟队赢得过六次NCAA全国冠军和16次大西洋沿岸联盟冠军。这支球队为他们的著名校友，比如迈克尔·乔丹，杰出的教练历史和于杜克男篮（杜克蓝魔）（一所坐落在北卡达勒姆的只相距八英里的学校）之间长时间激烈的竞争关系而闻名。这个竞争关系被广泛认为是各项运动中最强烈的竞争关系之一。
2007年1月21日，UNC成为了第二支历史上获得1900场胜利的大学篮球队。肯塔基大学是之前唯一之一达到这一成绩的球队（后来堪萨斯在2007年3月3日成为了第三支1900胜俱乐部的成员）。 UNC的最近一次夺冠，是在2017年4月3日，以71比65的比分战胜了贡扎加大学队。

## 球队历史
在美国，北卡罗来纳大学长久以来拥有一直常胜的大学篮球队。1910年1月27日，北卡大学打了第一场篮球比赛，当时她的对手是弗吉尼亚基督徒队，比分是42比21，UNC胜。 从那以后柏油脚跟累计获得了1883胜-689败的成绩（胜率73.2%）（截止2005-2006赛季）。 UNC的1883胜是历史第二好成绩，仅次于肯塔基大学的1926胜。
1924年的柏油脚跟队阵容打了26胜0负的全胜成绩并于1936年被Helms体育基金会授予了冠军头衔。Helms基金会从1936年至1983年每年评出一个它自己的大学篮球冠军。这个基金会还追授1901年到1935间的冠军。尽管1924那支球队是不败的，但是它没有和一个梅森迪克森线以北的球队交过手。事实上，地区间的比赛直到十年以后才开始。
1957年在教头Frank McGuire的带领下北卡男篮夺得了第一个NCAA冠军。1957年的冠军队是Lennie Rosenbluth率领的。篮球名人堂教练迪恩·史密斯带了两支冠军队，1982年和1993年。1982年的球队是由James Worthy，Sam Perkins和年轻的迈克尔·乔丹率领的。而1993年的球队中的明星是Donald Williams，George Lynch和Eric Montross。罗伊·威廉姆斯，柏油脚的现任教练，在2005年帮助球队夺得了他自己的第一座、学校的第四座冠军奖杯。 2005年的球队是Raymond Felton, 肖恩·梅和Rashad McCants领衔的。
UNC曾是1921成立的南部联盟的成员直到1953年。 1953年，UNC脱离南部联盟成为了大西洋沿岸联盟的创始会员。.

### 连续纪录
柏油脚跟拥有几个大学篮球历史上最瞩目的连续纪录。1967年到2001年，它每年都参加NCAA锦标赛或者NIT锦标赛（次于NCAA锦标赛的小锦标赛），包括1975年到2001年连续27年参加NCAA锦标赛（历史上连续出席的纪录），那之后每个联盟被允许有多过一支的球队参加锦标赛。他们从1963年到2001年之间没有一次失手的赛季，NCAA历史上的第三长的连续纪录，仅次于UCLA和Bowling Green（它虽然只参加了四次NCAA锦标赛但是从1950年开始参加了53次NIT锦标赛）。
从ACC的成立1953年到2001年间，柏油脚跟在ACC的比赛中从没拿过第四名以下的成绩。从1965年至今，他们没有拿过第三名以下的成绩,从1965年至1986年，他们没有拿过第二名以下的成绩。所有的这些连续纪录都止于2001-2002赛季，柏油脚跟打了一个耻辱的8-20的赛季最后止于第八名，列在佛罗里达州立和克莱门森之后——他们的第二次没有进入季后赛的纪录。
另外，柏油脚跟还有一项有趣的甚至可能是唯一的纪录。在53场比赛中，克莱门森老虎队在教堂山都没有战胜过UNC（唯一可能的更长的连胜是普林斯顿对布朗大学的主场连胜纪录，截止到2003年1月4日已经有52场了）。

### 获得奖项
年度最佳教练:
- Frank McGuire - 1957
- 迪恩·史密斯 -  1977, 1979, 1993
- Bill Guthridge - 1998
- Matt Doherty - 2001
- 罗伊·威廉姆斯 - 2006

ACC年度最佳教练:
- Frank McGuire - 1957
- 迪恩·史密斯 - 1967, 1968, 1971, 1976, 1977, 1979, 1988, 1993
- Bill Guthridge - 1998
- 罗伊·威廉姆斯 - 2006

全国年度最佳球员:
- Lennie Rosenbluth - 1957
- 菲尔·福特 - 1978
- 詹姆斯·沃西 - 1982
- 迈克尔·乔丹 - 1983, 1984
- 肯尼·史密斯 - 1987
- 杰里·斯塔克豪斯 - 1995
- 安托万·贾米森 - 1998

ACC年度最佳球员:
- Lennie Rosenbluth - 1957
- Pete Brennan - 1958
- Lee Shaffer - 1960
- 比利·卡宁汉姆 - 1965
- 拉里·弥勒 - 1967, 1968
- 米奇·库普切克 - 1976
- 菲尔·福特 - 1978
- 迈克尔·乔丹 - 1984
- 安托万·贾米森 - 1998
- 约瑟夫·福特 - 2001 (Shared with Duke's Shane Battier)

ACC年度最佳新秀:
- 萨姆·珀金斯 - 1981
- 迈克尔·乔丹 - 1982
- J·R·雷德 - 1987
- 艾德·科塔 - 1997
- 约瑟夫·福特 - 2000
- 马文·威廉姆斯 - 2005
- Tyler Hansbrough - 2006
- 布兰登·赖特 - 2007

## 主场
Bynum Gymnasium  (1910年－1937年)
Woollen Gymnasium  (1938年－1964年)
Carmichael Auditorium (1965年－1986年)
迪恩·史密斯中心 (1986年－至今)

## 花絮
- 1957年对堪萨斯的全国冠军赛是历史上唯一一场打了三次加时赛的冠军赛。
- 2000年卡罗来纳以第八名种子的身份进入了“最终前四”，这是他们在“最终前四”里出现的排名最低的一次。
- 柏油脚跟只有四次没有获得ACC冠军却进入“最终前四”(1993, 1995, 2000, 2005)。
- UNC39次进入NCAA锦标赛，使他们成为第二多进入的球队，仅次于肯塔基。
- UNC11次被列为NCAA锦标赛阶段的一号种子，最近的一次是在2007年。他们是历史上第一多被列为一号种子的球队。
- UNC27次进入“甜蜜十六强”，最近的一次是2007年。27次出席是NCAA历史纪录。
- UNC16次进入“最终前四”（历史第二多）。